# Mauro Radaelli
Mauro Radaelli (né le 11 novembre 1967 à Caravaggio, dans la province de Bergame en Lombardie) est un coureur cycliste italien, professionnel de 1994 à 2003.

## Biographie
Mauroc Radaelli commence le cyclisme à l'âge de 7 ans.
Durant sa carrière, il a participé à deux reprises au Tour d'Espagne, et a à chaque fois remporté le classement des étapes volantes.

## Palmarès

### Palmarès amateur
- 1990
  - Circuito Isolano
  - Trofeo Sportivi di Briga
  - Circuito Castelnovese
- 1991
  - Circuito Salese
  - Circuito Guazzorese
- 1992
  - Circuito Guazzorese
- 1993
  - Milan-Tortone
  - Trofeo Amedeo Guizzi
  - 1rea étape du Grand Prix Guillaume Tell
  - Trofeo Papà Cervi
  - 3e du Trofeo Zssdi
  - 3e du Circuito del Porto-Trofeo Arvedi
  - 10e du championnat du monde sur route amateurs

### Palmarès professionnel
- 1997
  - 3e du Giro del Mendrisiotto
- 1998
  - 1re étape du Steiermark Rundfahrt
- 2001
  - 2e du Tour de Bochum
- 2002
  - 3e du Tour de Romagne

## Résultats sur les grands tours

### Tour de France
4 participations
- 1995 : abandon (11e étape)
- 1996 : abandon (7e étape)
- 2000 : 96e
- 2002 : 135e

### Tour d'Espagne
2 participations
- 1994 : 118e, vainqueur du classement des étapes volantes
- 1997 : 99e, vainqueur du classement des étapes volantes

### Tour d'Italie
4 participations
- 1997 : abandon (7e étape)
- 1998 : hors-délais (17e étape)
- 1999 : 104e
- 2002 : 113e